# Среднее Шари
Сре́днее Ша́ри (фр. Moyen-Chari, араб. شاري الأوسط‎) — регион в Республике Чад. Название своё регион получил по названию реки Шари. Административный центр — город Сарх. Площадь — 41 000 км², население — 598 284 человек (2009 год).

## География
Регион Среднее Шари находится в южной части Чада и занимает большую площадь бывшей одноимённой префектуры. На востоке граничит с регионом Саламат, на севере с регионом Гера, на западе с регионами Шари-Багирми, Лак и Мандуль, на юге с Центральноафриканской Республикой. На территории региона находится крупное озеро Иро.

## Население
Населяют регион преимущественно представители народности сара. Жители 3 деревень Гори, Дамтар и Маилао, расположенных на противоположных берегах реки Шари, говорят на языке лаал, который не отнесён ни к одной языковой группе.

## Административное деление
В административном отношении регион подразделяется на 3 департамента:
- Бар-Кох (состоит из 5 субпрефектур: Сарх, Балимба, Корболь, Кумого и Мусафойо);
- Гранд-Сидо (состоит их 4 супрефектур: Маро, Данамаджи, Джеке-Джеке и Сидо);
- Лак-Иро (состоит их 9 супрефектур: Кьябе, Алако, Бальтубай, Бохобе, Бум-Кабир, Динджебо, Нгондейе, Роро и Сингако).

## Экономика
Основой экономики региона является сельское хозяйство — животноводство, рыболовство, выращивание хлопка и сахарного тростника.

## Населённые пункты
- Банда
- Биобе
- Джоли
- Кемдере
- Кисими
- Кубала
- Маита
- Мангара
- Моссиара-Янга